# Magdalena Sibila de Hesse-Darmstadt
Magdalena Sibila de Hesse-Darmstadt (Darmstadt, 28 de abril de 1652-Kirchheim unter Teck, 11 de agosto de 1712) fue duquesa consorte de Wurtemberg, regente del ducado de 1677 a 1693, y una destacada compositora alemana de canto barroco.

## Vida
Magdalena Sibila era hija de Luis VI, landgrave de Hesse-Darmstadt, y la duquesa María Isabel de Holstein-Gottorp. Siendo niña perdió a su madre y quedó al cuidado de su tía, la reina viuda de Suecia Eduvigis Leonor de Holstein-Gottorp. En Estocolmo, manifestó profundas creencias religiosas. Con motivo de una visita que hizo Guillermo Luis, el príncipe heredero de Wurtemberg, se comprometió con él. Se casaron el 6 de noviembre de 1673 en Darmstadt, y tuvieron los siguientes hijos:
- Leonora Dorotea (1674-1683).
- Eberardina Luisa (1675-1707).
- Eberardo Luis (1676-1733), siguiente duque de Wurtemberg.
- Magdalena Guillermina (7 de noviembre de 1677-30 de octubre de 1742), casada con el margrave Carlos Guillermo de Baden-Durlach.

El duque Eberardo III de Wurtemberg murió sólo seis meses después de la ceremonia y el esposo de Magdalena Sibila, Guillermo Luis, heredó el trono. En 1677 también éste falleció de un ataque al corazón. Así, con 25 años, Magdalena Sibila se convirtió en la reinante duquesa de Wurtemberg y regente de su hijo menor, Eberardo Luis, quien ascendería al trono en 1693, a los 16 años.
A través de la piedad y prudencia en todas sus decisiones, gozó de gran popularidad. Su religiosidad se refleja en los numerosos himnos que escribió, muy pocos de los cuales encontraron un lugar permanente en himnarios protestantes. De 1690 a 1692, empleó al compositor Johann Pachelbel. Después de que ascendiera el heredero, se retiró al Palacio de Kirchheim, donde murió.

## Obras
- Visión cristiana de los tiempos difíciles., Núremberg, 1680 (devociones en prosa con verso adicional)
- Nuevo aumento ... devocional sacrificio, Stuttgart, 1683 (184 himnos y otras ediciones en diferentes títulos)
- El corazón crucificado con Jesús, 3 vols, Stuttgart y en 1691 en otro lugar (Oraciones y canciones)
- Boticario espiritual para el enfermo, Stuttgart, 1703 (devocionario)